# Cratere Gari
Gari  è un cratere sulla superficie di Marte.